# Consigliere
Consigliere (konsiʎˈʎɛːɾe, wł. doradca) – stworzona przez Lucky’ego Luciano pozycja w strukturze mafijnej, bez szerokiej władzy wykonawczej (bieżącymi operacjami realnie zarządza zastępca głowy rodziny). W mediach i filmach całkowicie mylnie opisywana jako „prawa ręka”, „główny doradca” szefa mafijnej rodziny, lub „mózg” rodzinnych operacji, w rzeczywistości jest na tyle nieistotna, że organizacje rozpracowujące struktury mafijne często nawet nie wiedzą, kto pełni funkcję consigliere w strukturze rodziny.
W rzeczywistości consigliere mieli być rodzajem neutralnych pośredników, wewnątrzrodzinnych mediatorów, których zadaniem byłoby łagodzenie problemów np. między szeregowymi żołnierzami mafii, którzy uważali, że są źle traktowani przez szefów itp. Consigliere mieli też negocjować kwestie sporne między mafijnymi rodzinami.
Termin ten stał się szeroko znany za sprawą książki Ojciec chrzestny Mario Puzo i jej ekranizacji.
We wrześniu 2015 Ewa Łętowska, polemizując ze stanowiskiem  prezesa Krajowej Rady Notarialnej, stwierdziła, że zależy jej na tym, aby w Polsce dostrzegano różnicę między zawodem zaufania publicznego i prawnikiem typu consigliere.